# مکانی خشک و خنک
مکانی خشک و خنک (به انگلیسی: A Cool, Dry Place) فیلمی محصول سال ۱۹۹۸ و به کارگردانی جان ان. اسمیت است. در این فیلم بازیگرانی همچون وینس وان، مونیکا پاتر، جوی لورن آدامز، دوون ساوا، دین مک‌درموت، بن باس، نیکلاس کمپبل، شیوون فالون هوگان، اسکیپ سودات، جنیفر ایروین، الکسا پالادینو و بث لیتلفورد ایفای نقش کرده‌اند.

## چکیده داستان
همسر راسل او را ترک می‌کند در حالی که پسرشان هنوز خیلی خردسال است؛ راسل نمی‌تواند تحصیلات پسرش و شغل وکالتش را همزمان اداره کند، و به شهرستان پناه می‌برد و در آنجا به آرامی زندگیش را بازسازی می‌کند… با بث آشنا می‌شود و با او شاید، اگر در این زمان همسرش دخالت نکند، می‌تواند زندگی تازه ای را آغاز کند …